# العلاقات البرتغالية التشيلية
العلاقات البرتغالية التشيلية هي العلاقات الثنائية التي تجمع بين البرتغال وتشيلي.

## مقارنة بين البلدين
هذه مقارنة عامة ومرجعية للدولتين:
| وجه المقارنة                                              | البرتغال                                                  | تشيلي                         |
| --------------------------------------------------------- | --------------------------------------------------------- | ----------------------------- |
| المساحة (كم2)                                             | 92.21 ألف                                                 | 756.10 ألف                    |
| عدد السكان (نسمة)                                         | 10.60 مليون                                               | 17.37 مليون                   |
| الكثافة السكانية (ن./كم²)                                 | 114.95                                                    | 22.97                         |
| العاصمة                                                   | لشبونة                                                    | سانتياغو                      |
| اللغة الرسمية                                             | اللغة البرتغالية، اللغة الميراندية                        | اللغة الإسبانية               |
| العملة                                                    | يورو، اسكودو برتغالي                                      | بيزو تشيلي، وحدة حساب تشيلية ‏ |
| الناتج المحلي الإجمالي (بليون دولار)                      | 217.57 مليار                                              | 277.08 مليار                  |
| الناتج المحلي الإجمالي (تعادل القوة الشرائية) بليون دولار | 307.82 مليار                                              | 419.39 مليار                  |
| الناتج المحلي الإجمالي الاسمي للفرد دولار أمريكي          | 19.22 ألف                                                 | 13.42 ألف                     |
| الناتج المحلي الإجمالي للفرد دولار أمريكي                 | 28.76 ألف                                                 | 22.07 ألف                     |
| مؤشر التنمية البشرية                                      | 0.830                                                     | 0.832                         |
| رمز المكالمات الدولي                                      | +351                                                      | +56                           |
| رمز الإنترنت                                              | .pt                                                       | .cl                           |
| المنطقة الزمنية                                           | توقيت غرب أوروبا، توقيت غرب أوروبا الصيفي، أوروبا/لشبونة ‏ | 00، 00، 00، 00                |

## منظمات دولية مشتركة
يشترك البلدان في عضوية مجموعة من المنظمات الدولية، منها:
| علم المنظمة | اسم المنظمة                               | تاريخ انضمام البرتغال | تاريخ انضمام تشيلي |
| ----------- | ----------------------------------------- | --------------------- | ------------------ |
|             | مؤسسة التنمية الدولية                     | 29 ديسمبر 1992        | 30 ديسمبر 1960     |
|             | يونسكو                                    | 11 مارس 1965          | 7 يوليو 1953       |
|             | وكالة ضمان الاستثمار متعدد الأطراف        | 6 يونيو 1988          | 12 أبريل 1988      |
|             | منظمة التعاون الاقتصادي والتنمية          | 4 أغسطس 1961          | ?                  |
|             | الأمم المتحدة                             | 14 ديسمبر 1955        | 24 أكتوبر 1945     |
|             | الفريق المعني برصد الأرض                  | ?                     | ?                  |
|             | الاتحاد البريدي العالمي                   | ?                     | ?                  |
|             | البنك الدولي للإنشاء والتعمير             | 29 مارس 1961          | 31 ديسمبر 1945     |
|             | المنظمة الهيدروغرافية الدولية             | ?                     | ?                  |
|             | الاتحاد الدولي للاتصالات                  | 1866                  | 1908               |
|             | منظمة حظر الأسلحة الكيميائية              | ?                     | ?                  |
|             | مؤسسة التمويل الدولية                     | 8 يوليو 1966          | 15 أبريل 1957      |
|             | المركز الدولي لتسوية المنازعات الاستشارية | 1 أغسطس 1984          | 24 أكتوبر 1991     |
|             | منظمة التجارة العالمية                    | ?                     | ?                  |
|             | منظمة الشرطة الجنائية الدولية             | ?                     | ?                  |

## وصلات خارجية
- موقع وزارة الخارجية البرتغالية
- موقع وزارة الخارجية التشيلية